# りょ
「りょ」は、「了解」を簡略化したインターネットスラング、若者言葉である。

## 使い道
主にLINEなどのSNSでのやり取りに使われる。現代語も多く存在する世の中で、その中でもよく使われる。
「りょ」からもっと簡略化された、「り」という言葉も、少なくとも2016年までに存在している。

## 認知度・流行
現代語と言われる意味とは、10代〜20代は当たり前なように「りょ」を使うのに対し、親世代は知らない人も多い。その結果、2017年にベネッセコーポレーションによって行われた「現代人の語彙に関する調査」において辞書語彙で認知度に差があった言葉で堂々の1位である。高校生は70.7%知っており、親世代は19.8%しか知っていなかった。割合の差は、50.9%であった。
Simejiが2019年7月に集計した「10代女子が選ぶ流行りの若者言葉・略語TOP10」では、「り」が1位に選ばれている。
2021年5月には、ラジオ関西は「りょ」「り」という略表現について「今や一般的な表現」と紹介している。